# تپه آق دالق
تپه آق دالق در استان گلستان، شهرستان مراوه‌تپه، روستای چایلی واقع شده و این اثر در تاریخ ۱۰ خرداد ۱۳۸۲ با شمارهٔ ثبت ۸۸۲۰ به‌عنوان یکی از آثار ملی ایران به ثبت رسیده است.